# Eclissi solare del 22 dicembre 1870
L'eclissi solare del 22 dicembre 1870 fu visibile dal sud del Portogallo e dalla Spagna, attraverso il nord dell'Algeria, quindi attraversava la Sicilia, la Grecia, la Bulgaria e fino al termine in Ucraina. Essa fu parte del ciclo di Saros 120.

## Osservazioni

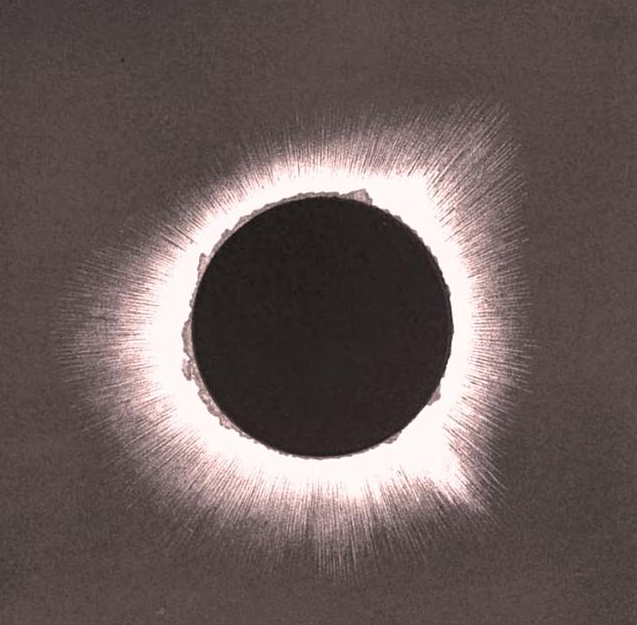
Eclissi fotografata a Siracusa dal capitano G. L. Tupman, R.M.A.

Nel settembre 1869 il governo italiano istituì un'apposita commissione scientifica che si riunì a Firenze (capitale del Regno d'Italia dell'epoca) nell'aula magna del Regio Museo di fisica e storia naturale, presieduta dal direttore dell'osservatorio di Padova Giovanni Santini e alla presenza dei direttori degli osservatori astronomici di Firenze (Giovanni Battista Donati), Milano (Giovanni Battista Schiapparelli), Napoli (Annibale De Gasparis) e Palermo. Partecipò anche l'astronomo romano Angelo Secchi, considerato allora l'unico in grado di "gareggiare cogli stranieri in fatto di spettroscopia".
Venne così stabilito di studiare con lo spettroscopio la cromosfera, la corona e le protuberanze solari, oltre alle normali osservazioni astronomiche, magnetiche e meteorologiche. I punti d'osservazione vennero individuati nell'ex convento dei frati cappuccini di Terranova (l'odierna Gela) e sulle mura del Castello svevo di Augusta. La Regia Marina Italiana trasportò in Sicilia tutta la strumentazione scientifica con il piroscafo Plebiscito, già utilizzato pochi anni prima durante la Spedizione dei Mille.
Per la prima volta dopo l'unità d'Italia un gruppo di scienziati italiani si ritrovò a lavorare insieme, acquisendo così una grande esperienza nel campo della spettroscopia astronomica, fino ad allora poco diffusa nel paese. Grazie alle risultanze scientifiche registrate durante l'eclissi, venne in seguito fondata il 5 ottobre 1871 la Società degli Spettroscopisti Italiani, che fu la prima organizzazione scientifica astrofisica al mondo. I rapporti ufficiali vennero pubblicati nel 1872, ottenendo grande riscontro in ambito internazionale, anche grazie ad un intenso programma di studi scientifici all'avanguardia che portarono all'istituzione del Regio osservatorio di Catania (primo osservatorio astrofisico del Regno d'Italia) e della prima cattedra di astrofisica al mondo presso l'Università di Catania.
Le osservazioni fotografiche furono affidate ad Angelo Secchi, che si avvalse della collaborazione del fotografo palermitano Tommaso Tagliarini, che già aveva ripreso l'eclissi solare del 6 marzo 1867. Date le difficoltà tecniche della fotografia al collodio umido di fine Ottocento, nei 110 secondi dell'oscurità totale sarebbero potute essere scattate solo tre immagini (una da 10 secondi all'inizio dell'oscurità per riprendere le protuberanze, una da 70 secondi in mezzo per riprendere la corona e un'altra da 10 secondi alla fine, cambiando le lastre e riposizionando la macchina fra le riprese nei 20 secondi rimasti). Tuttavia, appena un quarto d'ora prima dell'eclissi, il tempo meteorologico iniziò ad annuvolarsi, rovinando la scena; Secchi allora ordinò di invertire la sequenza degli scatti, e circa un minuto dopo l'inizio dell'oscurità totale le nuvole sparirono: fu così possibile scattare e "alla terza posa una bella coroncina di protuberanze era restata impressa. Era questa un arco minore di mezza circonferenza, ma importante e perciò la figura fu religiosamente conservata dopo essere stata rinforzata".
Per ringraziare la cittadinanza di Augusta che aveva accolto calorosamente la spedizione, Secchi e Donaro realizzarono la meridiana tuttora presente sulla facciata del palazzo comunale, ove è altresì presente una lapide che ricorda l'avvenimento.
Siracusa fu invece la sede scelta da una spedizione scientifica statunitense ed una britannica, la quale però si arenò con la propria motonave a vapore Psiche sulle coste di Acireale, dovendo così ripiegare in parte ad Augusta ed in parte sulle pendici dell'Etna.
L'astronomo francese Jules Janssen fuggì da Parigi, assediata dall'esercito prussiano, a bordo di un pallone aerostatico dalla Gare de Orléans, atterrando poi ad Orano dove però le nuvole impedirono l'osservazione.